# Geïnactiveerd vaccin
Een geïnactiveerd vaccin of een dood vaccin is een klassiek vaccin  dat volledige ("whole") micro-organismen bevat, maar die geïnactiveerd werden. Dit soort vaccinatietechniek wordt als een conventionele techniek beschouwd.
De inactivering gebeurt ofwel chemisch (voornamelijk met behulp van formaldehyde) ofwel fysisch (met warmte of bestraling).

## Voordelen
Ten opzichte van levende vaccins of levend verzwakte vaccins hebben ze het voordeel dat ze veiliger zijn en er bij toediening bij verzwakte personen of zwangere vrouwen een kleiner risico op bijwerkingen bestaat. Deze vaccins zijn stabiel en hoeven ook niet gekoeld bewaard te worden.

## Nadelen
Deze vaccins zijn over het algemeen niet zo efficiënt als levende vaccins en vergen herhaalde toediening (één of meer "boosters"). Om die reden worden ook soms adjuvanten toegevoegd (bijvoorbeeld aluminium), die mogelijk toxische effecten kunnen hebben.
Bij risicovolle virussen moet de productie onder strikte veiligheidscondities gebeuren en moet gewaarborgd zijn dat tijdens het inactivatieproces daadwerkelijk alle virusdeeltjes gedood worden. Dit maakt de productie lastig.

## Voorbeelden
De vaccins tegen cholera, buiktyfus, kinkhoest (whole cell), inspuitbare griepvaccins, hepatitis A, pest, hondsdolheid en geïnactiveerd inspuitbaar poliovaccin (IPV, Salkvaccin) zijn hiervan voorbeelden.
Twee Chinese COVID-19-vaccins (BBIBP-CorV van Sinopharm en  CoronaVac van Sinovac), het Indische COVID-19-vaccin BBV152 en COVID-19-vaccin VLA2001 dat ontwikkeld wordt door het Franse Valneva behoren tot deze categorie vaccins.